# Cloeodes soldani
Cloeodes soldani is een haft uit de familie Baetidae. De wetenschappelijke naam van de soort is voor het eerst geldig gepubliceerd in 1983 door Müller-Liebenau.